# Tarifa (Guayas)
Tarifa ist eine Kleinstadt und eine Parroquia rural („ländliches Kirchspiel“) im Kanton Samborondón in der ecuadorianischen Provinz Guayas. Die Parroquia besitzt eine Fläche von 137,52 km². Die Einwohnerzahl lag im Jahr 2010 bei 15.956. Für das Jahr 2022 wurde eine Einwohnerzahl von 16.048 errechnet. Im Hauptort lebten 2010 6510 Einwohner auf einer Fläche von 41 ha. Für 2022 wurde eine Einwohnerzahl im Hauptort von 7876 prognostiziert, während die Landbevölkerung geringfügig zurückging.

## Lage
Die Parroquia Tarifa liegt im Tiefland nordnordöstlich der Großstadt Guayaquil. Der Río Los Tintos durchquert den Osten der Parroquia und mündet in den Río Babahoyo. Der Hauptort Tarifa liegt am linken Flussufer des Río Los Tintos oberhalb dessen Mündung. Tarifa befindet sich 4 km südwestlich vom Kantonshauptort Samborondón.
Die Parroquia Tarifa grenzt im zentralen Norden an die Parroquia El Salitre (Kanton Salitre), im Nordosten und im Süden an das Municipio von Samborondón sowie im Westen und im Nordwesten an die Parroquias La Aurora, Los Lojas  und Juan Bautista Aguirre (alle drei im Kanton Daule).

## Orte und Siedlungen
In der Parroquia gibt es neben dem Hauptort folgende Recintos: 
- Amelia María
- Boca de Caña
- El Carmen
- El Destino
- El Guano
- El Recreo
- El Roble
- El Tamarindo
- General Gómez
- Gramínea Selecta
- Guachapelí
- Guarefirme
- Isla de Guare
- La Alianza
- La Chacra
- La Envidia
- La Fortuna
- La Isla
- La Margarita
- La Rosaura
- Las Casitas
- Los Ángeles
- Los Espinos
- Los Guachapelíces
- Los Tutumbes
- Madera Negra
- Miraflores
- Monte Alto
- Nueva Vida
- Quevedo
- Río Seco
- San Antonio
- San Luis
- San Matías
- Santa Isabel
- Santo Domingo
- Vista Alegre
- Zapan

## Geschichte
Die Parroquia Tarifa wurde am 23. Juli 1957 gegründet (Registro Oficial N° 269).